# 충효로 (의성군)
충효로(Chunghyo-ro)는 경상북도 의성군 의성읍 상리삼거리 에서 의성군 의성읍 중리회전교차로 잇는 경상북도의 도로이다. 

## 주요 경유지
경상북도
- 의성군 의성읍

## 노선
| 이름            | 접속 노선                     | 소재지 | 소재지 | 비고 |
| --------------- | ----------------------------- | ------ | ------ | ---- |
| 상리삼거리      | 지방도 제912호선 (의성사곡로) | 의성군 | 의성읍 |      |
| (이름없음)      | 중리길                        | 의성군 | 의성읍 |      |
| 중리회전 교차로 | 지방도 제914호선 (홍술로)     | 의성군 | 의성읍 |      |

## 주요 건물 및 시설
- 의성종합운동장 (충효로 88//중리리 516)